# Jason Mayélé
Jason Nono Mayélé (Kinshasa, Zaire, 4 de enero de 1976 - Bussolengo, Italia, 2 de marzo de 2002) fue un futbolista congoleño que jugaba como extremo.

## Carrera en clubes
Nacido en Kinshasa en 1976, emigró junto a su madre a Francia cuando tenía nueve años. Allí inició su carrera como futbolista en Brunoy, hasta que en 1993 se unió a las filas del LB Châteauroux, de la Championnat National (Serie C). En su temporada debut participó en 25 partidos y anotó cinco goles. Con el club consiguió durante la temporada 1996-97 ascender hasta la Ligue 1. En su único año en la división de honor de Francia participó en 27 encuentros y marcó cuatro goles.
En 1998 firmó por el Cagliari Calcio de la Serie A italiana, pero se mantuvo un año más cedido en el LB Châteauroux. Aunque tuvo algunos problemas con los entrenadores, debido a que solía llegar tarde a los entrenamientos, consiguió en su primera temporada en Italia participar en 27 partidos y anotar un gol a la Reggina. Además, tuvo buenas actuaciones en Copa Italia, en la que cayeron en semifinales contra el Inter de Milán. A pesar de que su club terminó descendiendo, Mayélé decidió quedarse, pero aquel año solo jugó en el torneo de cadetes.
Durante la temporada 2001-02, y tras disputar algunos partidos de Serie B y Copa Italia con el Cagliari, fichó por el ChievoVerona, donde alcanzó a jugar nueve encuentros antes de ir a Malí a disputar la Copa Africana de Naciones 2002 con su selección.

## Selección nacional
Mayélé debutó con la selección de la República Democrática del Congo el 23 de abril del 2000, en la victoria por 9-1 contra Yibuti por la primera fase de las clasificatorias africanas a Corea y Japón 2002, encuentro en que además anotó sus dos primeros goles por el combinado adulto. También convirtió un gol al Congo durante la fase de grupos, en la que finalmente quedaron terceros del grupo D, detrás de Costa de Marfil y Túnez, por lo que no clasificaron al mundial. Participó en la Copa Africana de Naciones 2002, en la que llegaron a cuartos de final luego de caer contra Senegal por 2-0. Mayélé jugó un total de once encuentros y anotó cinco goles por la República Democrática del Congo.

### Participaciones en fases finales
| Torneo                         | Sede | Resultado        | Partidos | Goles |
| ------------------------------ | ---- | ---------------- | -------- | ----- |
| Copa Africana de Naciones 2002 | Mali | Cuartos de final | 3        | 0     |

## Fallecimiento
Mayélé falleció en un accidente de tráfico cuando tenía veintiséis años. Su automóvil colisionó con otro, cuando se dirigía a un partido de su equipo contra el Parma FC. Fue llevado hasta el hospital de Verona en helicóptero, donde falleció.
Tras su muerte, el dorsal 30 fue retirado del ChievoVerona en su honor.

## Estadísticas
| Club                     | Div.          | Temporada     | Liga  | Liga  | Copas nacionales | Copas nacionales | Torneos internacionales | Torneos internacionales | Total | Total |
| Club                     | Div.          | Temporada     | Part. | Goles | Part.            | Goles            | Part.                   | Goles                   | Part. | Goles |
| ------------------------ | ------------- | ------------- | ----- | ----- | ---------------- | ---------------- | ----------------------- | ----------------------- | ----- | ----- |
| LB Châteauroux Francia   | 3.ª           | 1993-94       | 25    | 5     | —                | —                | —                       | —                       | 25    | 5     |
| LB Châteauroux Francia   | 2.ª           | 1994-95       | 22    | 4     | —                | —                | —                       | —                       | 22    | 4     |
| LB Châteauroux Francia   | 2.ª           | 1995-96       | 30    | 8     | —                | —                | —                       | —                       | 30    | 8     |
| LB Châteauroux Francia   | 2.ª           | 1996-97       | 31    | 7     | —                | —                | —                       | —                       | 31    | 7     |
| LB Châteauroux Francia   | 1.ª           | 1997-98       | 27    | 4     | —                | —                | —                       | —                       | 27    | 4     |
| LB Châteauroux Francia   | 2.ª           | 1998-99       | 24    | 4     | —                | —                | —                       | —                       | 24    | 4     |
| LB Châteauroux Francia   | Total club    | Total club    | 159   | 32    | 0                | 0                | 0                       | 0                       | 159   | 32    |
| Cagliari Calcio · Italia | 1.ª           | 1999-00       | 27    | 1     | —                | —                | —                       | —                       | 27    | 1     |
| Cagliari Calcio · Italia | 2.ª           | 2000-01       | 17    | 0     | —                | —                | —                       | —                       | 17    | 0     |
| Cagliari Calcio · Italia | 2.ª           | 2001-02       | 3     | 0     | —                | —                | —                       | —                       | 3     | 0     |
| Cagliari Calcio · Italia | Total club    | Total club    | 47    | 1     | 0                | 0                | 0                       | 0                       | 47    | 1     |
| ChievoVerona · Italia    | 1.ª           | 2001-02       | 10    | 0     | —                | —                | —                       | —                       | 10    | 0     |
| ChievoVerona · Italia    | Total club    | Total club    | 10    | 0     | 0                | 0                | 0                       | 0                       | 10    | 0     |
| Total carrera            | Total carrera | Total carrera | 216   | 33    | 0                | 0                | 0                       | 0                       | 216   | 33    |

## Palmarés

### Títulos nacionales
| Título  | Club           | País    | Año     |
| ------- | -------------- | ------- | ------- |
| Ligue 2 | LB Châteauroux | Francia | 1996-97 |